# Super Smash Bros. (serie)
Super Smash Bros. (大乱闘スマッシュブラザーズ?, Dairantō Sumasshu Burazāzu, Great Melee Smash Brothers) è una serie di videogiochi crossover picchiaduro, pubblicata da Nintendo, comprendente molti personaggi provenienti da serie diverse. Il gameplay è differente dai tradizionali picchiaduro in cui bisogna far calare la barra dell'energia; infatti in questi giochi l'obiettivo consiste nel lanciare gli avversari fuori campo. L'originale Super Smash Bros., pubblicato nel 1999 su Nintendo 64, possedeva un budget a basso costo. Inoltre doveva essere inizialmente distribuito solo in Giappone, ma il suo successo lo portò a una distribuzione internazionale. La serie ebbe ancora più successo con Super Smash Bros. Melee, pubblicato nel 2001 per Nintendo GameCube, diventando il gioco più venduto di quella console. Il terzo episodio della serie, Super Smash Bros. Brawl, fu pubblicato su Wii il 31 gennaio 2008 in Giappone, il 9 marzo 2008 in America ed il 27 giugno 2008 in Europa. Il quarto titolo venne annunciato per Nintendo 3DS e Wii U nel 2011 ed è uscito nel 2014. La versione portatile all'uscita in Giappone raccogliendo a soli pochi giorni dall'uscita un milione di copie acquistate ed è stata pubblicata in Europa e Nord America il 3 ottobre, mentre la versione per Wii U è stata pubblicata in Europa il 28 novembre 2014. Mentre i primi due titoli sono stati sviluppati da HAL Laboratory, il terzo è stato sviluppato da differenti team di sviluppo. Durante il Nintendo Direct del 8 marzo 2018 è stato rivelato un successivo capitolo per Nintendo Switch, per poi rivelarne il nome All'E3 2018: Super Smash Bros. Ultimate, uscito il 7 dicembre 2018.

Logo dal 2018

Il gioco presenta diversi personaggi tratti dalle serie Nintendo più popolari, come Mario, Link, Pikachu e Samus Aran. Super Smash Bros. aveva 12 personaggi, e il numero crebbe a 25 in Melee, 36 in Brawl, 58 nel quarto capitolo e 80 in Ultimate. Alcuni personaggi sono in grado di trasformarsi in diverse forme che hanno diverse mosse. I giochi presentano anche personaggi Nintendo non giocabili, come Pipino Piranha. A partire da Brawl, con l'introduzione di Sonic the Hedgehog della SEGA e Solid Snake della Konami, la serie comincia a ospitare anche molti personaggi non appartenenti alla Nintendo: in Super Smash Bros. per Nintendo 3DS e Wii U Sonic rifà la sua comparsa tra i personaggi giocabili accompagnato stavolta da Mega Man e Ryu della Capcom, Pac-man della Namco, Cloud della Square Enix e Bayonetta della Platinum Games/SEGA, escluso però Snake. In Super Smash Bros. Ultimate ritornano tutti e 7 i personaggi ospiti e vengono aggiunti Simon Belmont e Richter Belmont della Konami, Joker della Atlus/SEGA, l'Eroe di Dragon Quest e Sephiroth della Square Enix, Banjo e Kazooie della Rare/Microsoft, Terry Bogard della SNK Corporation, Steve della Mojang/Microsoft, Kazuya Mishima della Namco e Sora della Square Enix e Disney.
La serie è stata elogiata dalla critica, in particolare nei confronti della modalità multiplayer, al contrario della modalità single player, considerata ripetitiva. Mentre il primo episodio fu oggetto di recensioni controverse, sia Melee, sia Brawl che il quarto capitolo e Ultimate, sono stati ampiamente approvati sia dalla critica che dai fan. La serie di Super Smash Bros. è anche conosciuta per il suo ampio scenario competitivo.

## Storia
Super Smash Bros. 
Il gioco venne introdotto nel 1999 su Nintendo 64. Uscì in tutto il mondo dopo aver venduto, in Giappone, oltre un milione di copie. Presentava otto personaggi disponibili, più altri quattro da sbloccare, tutti quanti creati dalla Nintendo o da sviluppatori di seconde parti.
Nella modalità multiplayer (Versus) possono giocare al massimo quattro persone, con regole specifiche per ogni partita. Si possono scegliere due tipi di battaglia: Time, nella quale vince il giocatore con il numero maggiore di KO, dopo un tempo prestabilito, e Stock, nella quale ogni giocatore possiede un numero di vite che, quando vengono perse tutte, portano alla sconfitta del giocatore.
Il gioco include inoltre una modalità avventura nella quale gli avversari, non solo sono predefiniti, ma il giocatore può selezionare diverse difficoltà. Esistono anche altre modalità single player, come il Training e diversi minigiochi, Break the Targets e Board the Platforms. Questi riappaiono anche nei sequel, con l'eccezione di Board the Platforms.
Sono inoltre presenti nove scenari selezionabili, basati sul mondo di appartenenza degli otto personaggi iniziali.
 Super Smash Bros. Melee 
Il gioco uscì il 21 novembre 2001 in Giappone, il 3 dicembre 2001 in America, il 24 maggio 2002 in Europa ed il 31 maggio in Australia sulla console GameCube. Aveva a disposizione un budget ed un team di sviluppo maggiore del primo e venne accolto con grande sorpresa sia dai critici che dai giocatori. Dal momento del suo lancio ha venduto oltre 7 milioni di copie divenendo il gioco più venduto su GameCube. Super Smash Bros. Melee presenta 26 personaggi, dei quali 14 sono disponibili sin dall'inizio, il doppio del suo predecessore. Gli scenari disponibili invece sono 29.
Il gioco introdusse due nuove modalità single player, affiancandole alla modalità Classica: la modalità Avventura e la modalità All-Star. La modalità Avventura è costituita da brevi livelli di piattaforme seguiti da lotte vere e proprie, mentre All-Star è una modalità in cui si sfidano tutti i personaggi presenti nel gioco dotati di una sola vita e con la penalità "danno" accumulato dopo ogni battaglia, con un limitato numero di strumenti utili per curarsi tra una battaglia e l'altra.
Per multiplayer inoltre sono disponibili sia altre opzioni che una modalità torneo, modalità quest'ultima che consente di effettuare sino a 64 battaglie, anche possono partecipare al massimo quattro giocatori alla volta. Il gioco offre anche modalità di battaglia alternative, chiamate Special Melee, che aggiungono specifiche variazioni alle battaglie. Una nuova modalità che va ad aggiungersi alle modalità Stock e Time è la modalità Coin Battle con la quale i giocatori hanno l'obbiettivo di raccogliere, nel corso del match, un certo quantitativo di monete.
Mentre Super Smash Bros. offriva dei profili per ogni personaggio, Melee introduce i "trofei". Tutti i 293 trofei includono tre diversi profili per ogni personaggio, ognuno da sbloccare in ogni modalità per il singolo giocatore. In aggiunta, a differenza della versione precedente, Melee contiene i profili di molti altri personaggi della Nintendo non giocabili o direttamente non presenti nel gioco, ma anche strumenti, luoghi, nemici ed elementi. Un aspetto che Melee ha in più di Smash Bros. è il Brawl, che, oltre ad avere i trofei dei personaggi in versione Smash li ha anche in versione normale. Il gioco crebbe di popolarità anche grazie ai numerosi tornei che si svolsero negli Stati Uniti e ancora oggi viene giocato da un gran numero di giocatori in vere e proprie competizioni.
 Super Smash Bros. Brawl 
Anche se una terza versione di Super Smash Bros. venne annunciata molto prima dell'E3 2006, la Nintendo presentò le prime informazioni su questo capitolo sotto forma di trailer il 10 maggio 2006. Finalmente il gioco venne chiamato Super Smash Bros. Brawl. Il trailer mostrava Solid Snake, della serie della Konami Metal Gear, rendendolo il primo personaggio non Nintendo ad entrare a far parte di un gioco Super Smash Bros. Un altro personaggio di terze parti, Sonic the Hedgehog di Sega, rivale di Nintendo, fu confermato come personaggio giocabile il 10 ottobre 2007. Super Smash Bros. Brawl uscì in Giappone il 31 gennaio 2008, il 9 marzo in America e il 27 giugno in Europa. Brawl sfrutta inoltre il gioco online, tramite Nintendo Wi-Fi Connection, offrendo ai giocatori la possibilità di creare e scambiare con gli amici i propri campi di battaglia.
Brawl è compatibile con quattro tipi di controller: il Wii Remote in orizzontale, il Wii Remote con il Nunchuk inserito, il Classic Controller, ed il controller del Nintendo GameCube, mentre il suo predecessore utilizzava solo l'apposito controller di quella console. Il giocatore può anche cambiare la configurazione dei tasti.
Super Smash Bros. Brawl introduce una nuova modalità Avventura, intitolata Super Smash Bros. Brawl: L'Emissario del Subspazio. Questa modalità è caratterizzata sia da una storia specifica per ogni personaggio, che un insieme di numerosi livelli di piattaforme e molti boss da affrontare. La storia viene narrata attraverso delle scene in grafica computerizzata nella quale i personaggi non parlano, ma si esprimono tramite gesti ed espressioni. L'Emissario del Subspazio introduce un nuovo gruppo di antagonisti chiamato Esercito del Subspazio, comandati dal Ministro Ancestrale. Alcuni di questi nemici sono apparsi in precedenti videogiochi della Nintendo, come Pipino Piranha della serie di Mario e La squadra dei R.O.B. basata sul classico hardware Nintendo. L'Emissario del Subspazio presenta inoltre un abbondante numero di nemici originali, come il rider, un monociclo robotico, il globis, una creatura a forma di palla, che in caso di necessità possiede la capacità di moltiplicarsi, e i Primidi, i nemici più comuni che appaiono in diverse forme. Anche se principalmente è una modalità per un solo giocatore, L'Emissario del Subspazio permette la modalità cooperativa tra due giocatori. Per ogni livello si possono scegliere cinque gradi di difficoltà, mentre i livelli sono pieni di zone nascoste nelle quali vi sono dei tesori che vanno trovati per completare al 100% i livelli ed il gioco. Vi è anche un metodo di aumentare i poteri dei personaggi. Per fare questo bisogna applicare gli adesivi collezionati sotto la base del trofeo di un personaggio tra uno scenario e l'altro in modo da migliorare vari aspetti del lottatore.
 Super Smash Bros. for Nintendo 3DS e Wii U 
All'E3 del 2011, la Nintendo ha annunciato lo sviluppo di un nuovo capitolo della saga, disponibile sia per Nintendo Wii U che per Nintendo 3DS, la prima console portatile a supportare un capitolo della serie. Tra le versioni delle due console è stato annunciato che vi sarà una certa connettività. Durante il Nintendo Direct dell'E3 2013 è stato lanciato il primo trailer, che mostra due nuove aggiunte al ruolo del gioco: Abitante di Animal Crossing e Mega Man dall'omonima serie, inoltre sul sito ufficiale è stato annunciato come personaggio giocabile anche il Wii Fit Trainer. In seguito sono stati annunciati altri 11 nuovi personaggi, portando così il numero dei combattenti a 49: Rosalinda & Sfavillotto dalla serie di Mario, Little Mac da Punch-Out!!, dopo il suo debutto nella serie in Brawl come assistente, Greninja da Pokémon X e Y, i Mii, Palutena da Kid Icarus, la storica mascotte della Namco Pac-man, Lucina e Daraen, della quale è possibile giocare anche con la versione femminile, da Fire Emblem: Awakening, Shulk di Xenoblade Chronicles, Bowser Jr., Pit Oscuro e il Duo di Duck Hunt. Sono inoltre stati annunciati 7 personaggi DLC: Mewtwo e Roy, già apparsi in Super Smash Bros. Melee, Lucas, da Super Smash Bros. Brawl, i celebri Ryu, protagonista di Street Fighter, e Cloud Strife, protagonista di Final Fantasy VII, Corrin, da Fire Embles: Fates, e Bayonetta. A differenza dei precedenti capitoli molti tra i combattenti durante la battaglia non potranno trasformarsi in altri lottatori, come Zelda poteva farlo divenendo Sheik, qui semplice personaggio e non come controparte, ed alcuni tra gli Smash Finali presenti in Brawl sono stati accantonati, nonostante molti tra i personaggi scelti dal giocatore potranno per la prima volta indossare costumi alternativi. Super Smash Bros. per Nintendo Wii U è il primo capitolo della serie in cui si potrà giocare fino a 8 giocatori, ed il primo a comprendere scenari di dimensioni più grandi rispetto alla versione 3DS. Le nuove modalità introdotte negli ultimi capitoli sono le Richieste Master, sfide speciali in cui il lottatore potrà ottenere ricompense superando una sfida a lui proposta come biglietto in cambio i gettoni, e Richieste Crazy, modalità simile a Richieste Master ma più complesse, in quanto si useranno gettoni o coupon ricevuti per giocare e si lotterà con un'unica vita, che, se persa, comporterebbe una maggior perdita della ricompensa e la fine della partita. Non mancherà inoltre la "Mischia da tavolo", modalità che unisce il genere party con il picchiaduro in cui sarà possibile giocare con i propri Mii per raccogliere il maggior numero di personaggi o bonus presenti nelle caselle di un tabellone, e sfidarsi alla fine dei turni, turni i quali saranno interrotti da sfide se un Mii ne incontra un altro in una casella oppure se occupa una delle Caselle Mischia (presenti solo nell'ultimo tabellone), in una mischia conclusiva..
 Super Smash Bros. Ultimate 
Durante il termine di un Nintendo Direct, trasmesso l'8 marzo 2018, Nintendo confermò lo sviluppo di un nuovo titolo della serie per la console Nintendo Switch con un trailer che mostrava gli Inkling di Splatoon, nuova aggiunta al roster, osservare il logo di Super Smash Bros., cosparso di fiamme e circondato dalle silhouette oscurate dei personaggi, tra i quali erano riconoscibili Mario e Link (da Breath of the Wild). La data di uscita era stata prevista per il corso dell'anno e il titolo ancora era provvisorio, ma non furono rivelate informazioni dettagliate.
Pertanto si dovette attendere l'E3 2018, quando, durante la presentazione di Nintendo del 12 giugno 2018, Masahiro Sakurai, creatore della serie, lo presentò con il titolo di Super Smash Bros. Ultimate. Annunciato per uscire in via definitiva il 7 dicembre, il gioco avrebbe presentato tutti i personaggi fino ad allora apparsi nella serie, alcuni dei quali furono classificati come personaggi Eco, ossia delle versioni di altri personaggi, ma con qualche differenza nelle mosse. Un esempio fu rappresentato dalla Principessa Daisy, Eco di Peach inclusa in quell'occasione assieme a un nuovo personaggio, Ridley, dalla serie di Metroid. Nelle successive presentazioni, invece, altri personaggi ed Eco hanno fatto la loro apparizione nel roster: Simon e Richter dalla serie di Castlevania, King K. Rool, Fuffi da Animal Crossing, Chrom, Samus Oscura, Ken di Street Fighter, Incineroar da Pokémon Sole e Luna, e altri personaggi annunciati come DLC, come la Pianta Piranha,  Joker da Persona 5, Eroe da Dragon Quest XI: Echi di un'era perduta, Banjo & Kazooie da Banjo & Kazooie, Terry Bogard da Fatal Fury, Byleth da Fire Emblem, Min Min da Arms e Steve da Minecraft, che portano il numero dei personaggi giocabili a 80 (considerando anche gli Eco).
Dopodiché vengono annunciati gli ultimi combattenti DLC del gioco: Sephiroth (da Final Fantasy VII), Pyra e Mythra (da Xenoblade Chronicles 2), Kazuya Mishima (da Tekken) e Sora (da Kingdom Hearts)
A differenza degli altri titoli della serie, Super Smash Bros. Ultimate, oltre a contare un numero esteso di scenari, non si concentra sui trofei, ma introduce nella serie gli spiriti, anime di diversi personaggi dei videogiochi (presenti o no nel titolo) che miglioreranno le varie abilità del giocatore e che dovranno essere ottenute sfidando dei personaggi di cui hanno preso il possesso e liberandole. Sarà inoltre possibile anche allenarle o mandarle in spedizione per la ricerca di alcuni tesori.
Particolare è anche la presenza di una modalità storia, "La Stella della speranza". Differente dall'Emissario del Subspazio di Brawl in termini di gameplay, vede un nuovo antagonista, Kiaran, un potente essere alato che, con l'intento di costruire un mondo nuovo, ha sconfitto tutti i personaggi e ne ha creato dei cloni posseduti da spiriti per il suo esercito. Il compito del giocatore sarà, pertanto, quello di fermarlo e di salvare il roster affrontando diverse sfide e dei boss e muovendosi in una mappa strutturata a livelli.

## Modalità di gioco
La serie di Super Smash Bros. differisce ampiamente dai classici giochi di lotta. Invece di avere una possibilità di vittoria abbassando sempre di più la barra dell'energia dell'avversario, il giocatore di Smash Bros. deve concentrarsi nello scagliare i personaggi nemici al di fuori dallo scenario. In Super Smash Bros. i personaggi accumulano una somma di danni, rappresentato da una percentuale, che aumenta ad ogni danno inflitto da un avversario e che anche può superare il 100%. Più la percentuale è alta, più il personaggio viene scagliato lontano da un attacco nemico. Per mandare KO un avversario, il giocatore deve lanciare il suo avversario al di fuori dai bordi dello scenario, che non è un'arena al chiuso ma un campo all'aperto, di solito caratterizzato da piattaforme sospese in aria. Quando un personaggio viene scagliato via dalla piattaforma principale di uno scenario, può provare a ritornare in campo saltando ed aiutandosi con delle mosse speciali. Mentre alcuni personaggi possono saltare più in alto o più lontano, altri hanno mosse migliori per aiutarsi. Inoltre, alcuni personaggi sono più pesanti di altri, per cui sono più difficili da gettare fuori dal campo ma sono svantaggiati in termini di recupero.
I controlli Smash Bros. sono molto semplici rispetto ai controlli di altri giochi. Mentre i giochi di lotta tradizionali come Street Fighter o Soulcalibur richiedono al giocatore di memorizzare combinazioni di tasti da premere, Smash Bros. per controllare tutte le mosse di tutti i personaggi usa la stessa combinazione di tasto d'attacco e tasto direzionale. I personaggi non sono limitati nello stare sempre di fronte all'avversario, ma possono liberamente correre per tutto lo scenario. Smash Bros. implementa anche tecniche per schivare o bloccare le mosse, utilizzabili sia in terra che in aria. Inoltre è possibile afferrare e lanciare i personaggi, permettendo una grande varietà nel modo di attaccare.
Uno degli elementi più importanti della serie è l'inclusione di strumenti da battaglia, dei quali il giocatore può scegliere la frequenza di comparsa. Di solito sono strumenti con i quali il giocatore può colpire direttamente l'avversario, come mazze da baseball o spade. Altri strumenti invece vanno lanciati contro l'avversario come le Bob-ombe e i gusci. Sono presenti anche degli strumenti che consentono di sparare sia singoli proiettili, tipo pistola laser, che scariche di proiettili (Nintendo Scope). Gli strumenti di recupero permettono al giocatore di ridurre la sua percentuale di danno. Il particolare strumento chiamato, Pokéball invece consente di mandare in campo un Pokémon che aiuta il giocatore che l'ha chiamato. Brawl introduce gli Assistenti, veri e propri personaggi di diverse serie che aiutano il giocatore durante la battaglia. Lo strumento più importante introdotto in Brawl è la Sfera Smash, che permette al personaggio che la ottiene, di eseguire una mossa dalla potenza distruttiva chiamata, Smash Finale.

## Serie rappresentate inSuper Smash Bros.
Sono numerose le serie presenti in Super Smash Bros e non si tratta solo di serie Nintendo, nel corso degli anni sono stati aggiunti varie serie di Sega; Konami; Capcom, come crossover.
Serie Nintendo
- Super Smash Bros.[21]
- Super Mario
- Donkey Kong
- Legend of Zelda
- Metroid
- Yoshi
- Kirby
- Star Fox
- Pokémon
- Mother/Earthbound
- F-Zero
- Ice Climber
- Fire Emblem
- Game & Watch
- Kid Icarus
- Wario Land/WarioWare
- Pikmin
- Serie Robot
- Animal Crossing
- Wii Fit
- Punch-Out!!
- Xenoblade Chronicles
- Duck Hunt
- Splatoon
- Banjo-Kazooie
- ARMS
- Joy Mech Fight

Serie crossover
- Bayonetta
- Castlevania
- Fatal Fury
- Final Fantasy
- Kingdom Hearts
- Metal Gear
- Minecraft
- Pac-Man
- Persona 5
- Sonic
- Street Fighter
- Tekken
- Dragon Quest
- Mega Man